# Aelia americana
Aelia americana är en insektsart som beskrevs av William Sweetland Dallas 1851. Aelia americana ingår i släktet spetsnäsor, och familjen bärfisar. Inga underarter finns listade i Catalogue of Life.